# Challenger de Puebla
EL Abierto de Puebla es un torneo profesional de tenis. Pertenece al ATP Challenger Series. Se lleva a cabo anualmente en Puebla, México, de 1996 a 2009. El torneo fue restablecido en 2016.

## Palmarés

### Individuales
| Año       | Campeón                | Finalista           | Resultado     |
| --------- | ---------------------- | ------------------- | ------------- |
| 2016      | Eduardo Struvay        | Pedja Krstin        | 4-6, 6-4, 6-4 |
| 2010–2015 | No celebrado           | No celebrado        | No celebrado  |
| 2009      | Ramón Delgado          | Andre Begemann      | 6–3, 6–4      |
| 2008      | Michael Lammer         | Rainer Eitzinger    | 6–2, 3–6, 6–4 |
| 2007      | Leonardo Mayer         | Dawid Olejniczak    | 6–1, 6–4      |
| 2006      | Robert Kendrick        | Leonardo Mayer      | 7–5, 6–4      |
| 2005      | Hugo Armando           | Bruno Echagaray     | 2–6, 6–3, 7–6 |
| 2004      | Miguel Gallardo-Valles | Răzvan Sabău        | 7–6, 6–4      |
| 2003      | Ricardo Mello          | Markus Hantschk     | 7–6, 6–4      |
| 2002      | Alex Bogomolov Jr.     | Rik de Voest        | 7–6, 6–3      |
| 2001      | Miguel Gallardo-Valles | Zbynek Mlynarik     | 6–2, 6–3      |
| 2000      | Brandon Hawk           | Anthony Dupuis      | 7–6, 6–3      |
| 1999      | Michael Sell           | Alejandro Hernández | 7–6, 7–5      |
| 1998      | Vladimir Voltchkov     | Christophe Rochus   | 6–3, 6–3      |
| 1997      | Luis Herrera           | Wade McGuire        | 7–6, 4–6, 6–4 |
| 1996      | Alejandro Hernández    | Alex Reichel        | 7–6, 7–6      |

### Dobles
| Año       | Campeones                     | Finalistas                     | Resultado         |
| --------- | ----------------------------- | ------------------------------ | ----------------- |
| 2016      | Marcus Daniell Artem Sitak    | Santiago González Mate Pavić   | 3–6, 6–2, [12–10] |
| 2010–2015 | No celebrado                  | No celebrado                   | No celebrado      |
| 2009      | Vasek Pospisil Adil Shamasdin | Guillermo Olaso Pere Riba      | 7–6(7), 6–0       |
| 2008      | Nicholas Monroe Eric Nunez    | Daniel Garza Santiago González | 4–6, 6–3, [10–6]  |